# Mistrzostwa Polski w Narciarstwie Alpejskim 2007
Mistrzostwa Polski w Narciarstwie Alpejskim 2007, właśc. Międzynarodowe Mistrzostwa Polski w Narciarstwie Alpejskim 2007 – 75. edycja mistrzostw, która odbyła się w międzynarodowej obsadzie na trasie Passo San Pelegrino we włoskim Falcade w dniach 24–25 marca 2007 roku.
Zawody pierwotnie miały się odbyć 22–24 marca 2007 roku w Szczyrku.

## Medaliści

### Mężczyźni
| Konkurencja   | Złoto                         | Wynik   | Srebro                         | Wynik   | Brąz                                   | Wynik   |
| ------------- | ----------------------------- | ------- | ------------------------------ | ------- | -------------------------------------- | ------- |
| Slalom gigant | Michał Kałwa AZS-AWF Katowice | 2:08,83 | Maciej Bydliński Sokół Szczyrk | 2:09,06 | Maciej Wądrzyk Włókniarz Bielsko-Biała | 2:11,06 |
| Slalom        | Michał Kałwa AZS-AWF Katowice | 1:44,61 | Maciej Bydliński Sokół Szczyrk | 1:45,57 | Maciej Wądrzyk Włókniarz Bielsko-Biała | 1:48,91 |

### Kobiety
| Konkurencja   | Złoto                           | Wynik   | Srebro                                     | Wynik   | Brąz                            | Wynik   |
| ------------- | ------------------------------- | ------- | ------------------------------------------ | ------- | ------------------------------- | ------- |
| Slalom gigant | Dagmara Krzyżyńska AZS Zakopane | 1:36,49 | Aleksandra Kluś SN PTT Zakopane            | 2:08,38 | Anna Berezik Śmig Zakopane      | 2:08,91 |
| Slalom        | Aleksandra Kluś SN PTT Zakopane | 1:46,10 | Agnieszka Gąsienica-Daniel SN PTT Zakopane | 1:46,57 | Dagmara Krzyżyńska AZS Zakopane | 1:49,15 |